# Calcolatrice (Windows)
Calcolatrice è una calcolatrice virtuale presente in tutte le versioni di Microsoft Windows.
Di default, la calcolatrice è nella modalità Standard, che consente di fare le principali operazioni. Esiste anche la modalità Scientifica, che contiene logaritmi, conversioni delle basi numeriche, operazioni logiche, radianti, gradi e gradi centesimali. Offre anche supporto alle funzioni statistiche. La calcolatrice non è capace di fare calcoli costanti. Alcune versioni di calcolatrice possono eseguire operazioni velocemente: se si scrive l'operazione in un qualsiasi editor di testo e si incolla nella calcolatrice, il calcolo viene eseguito automaticamente

## Storia
Una semplice calcolatrice aritmetica è stata inclusa per la prima volta con Windows 1.0.
In Windows 3.0 è stata aggiunta una modalità scientifica che includeva esponenti e radici, logaritmi, funzioni basate su fattoriali, trigonometria (supporta angoli di radianti, gradi e gradi), conversioni di base (2, 8, 10, 16), operazioni logiche, statistiche funzioni come statistica a variabile singola e regressione lineare.
In Windows 98 e versioni successive, utilizza una libreria aritmetica di precisione arbitraria, che sostituisce la libreria di virgola mobile IEEE standard. Offre precisione bignum per le operazioni di base (addizione, sottrazione, moltiplicazione, divisione) e 32 cifre di precisione per operazioni avanzate (radice quadrata, funzioni trascendentali). Il più grande valore che può essere rappresentato su Windows Calculator è attualmente <1010,000 è il più piccolo è 10−9,999. (Anche ! calcola la funzione gamma non solo fattoriale in modo da ottenere 4,7 ! ).

### Windows 2000, XP e Vista
In Windows 2000, il raggruppamento di cifre è stato aggiunto. Le impostazioni di livello e base vengono aggiunte alla barra dei menu.
Le calcolatrici di Windows XP e Vista erano in grado di calcolare utilizzando numeri oltre 1010000, ma il calcolo con questi numeri (ad esempio 10^2^2^2^2^2^2^2...) rallenta sempre di più e la calcolatrice non risponde fino al completamento del calcolo.
Queste sono le ultime versioni di Windows Calcolatrice, in cui il calcolo con numeri binari / decimali / esadecimali / ottali è incluso in modalità scientifica. In Windows 7, sono stati spostati in modalità programmatore, che è una nuova modalità separata che coesiste con la modalità scientifica.

### Windows 7
In Windows 7 sono state aggiunte modalità separate per programmatore, statistiche, conversione unità, calcolo della data e fogli di lavoro. I tooltip sono stati rimossi. Inoltre, l'interfaccia di Calcolatrice è stata rinnovata per la prima volta dalla sua introduzione. Le funzioni di conversione di base sono state spostate nella modalità programmatore e le funzioni statistiche sono state spostate nella modalità statistiche. Passare da una modalità all'altra non mantiene il numero corrente, cancellandolo a 0.
In ogni modalità tranne la modalità programmatore, è possibile visualizzare la cronologia dei calcoli. L'app è stata ridisegnata per adattarsi al multi-touch. La modalità standard si comporta come un semplice calcolatore di libretto degli assegni; inserendo la sequenza 6 * 4 + 12 / 4 - 4 * 5 dà la risposta 25. In modalità scientifica, l'ordine delle operazioni viene seguito mentre si eseguono i calcoli (la moltiplicazione e la divisione vengono eseguite prima dell'aggiunta e della sottrazione), il che significa 6 * 4 + 12 / 4 - 4 * 5 = 7.
In modalità programmatore, l'immissione di un numero in decimale ha un limite inferiore e superiore, a seconda del tipo di dati, e deve sempre essere un numero intero. Il tipo di dati del numero in modalità decimale è firmato n-bit intero quando si esegue la conversione dal numero in modalità esadecimale, ottale o binaria.
| Tipo di dati | Dimensione del tipo di dati (bit) | Limite inferiore           | Limite superiore          |
| ------------ | --------------------------------- | -------------------------- | ------------------------- |
| Byte         | 8                                 | -128                       | 127                       |
| Word         | 16                                | -32,768                    | 32,767                    |
| Dword        | 32                                | -2,147,483,648             | 2,147,483,647             |
| Qword        | 64                                | -9,223,372,036,854,775,808 | 9,223,372,036,854,775,807 |

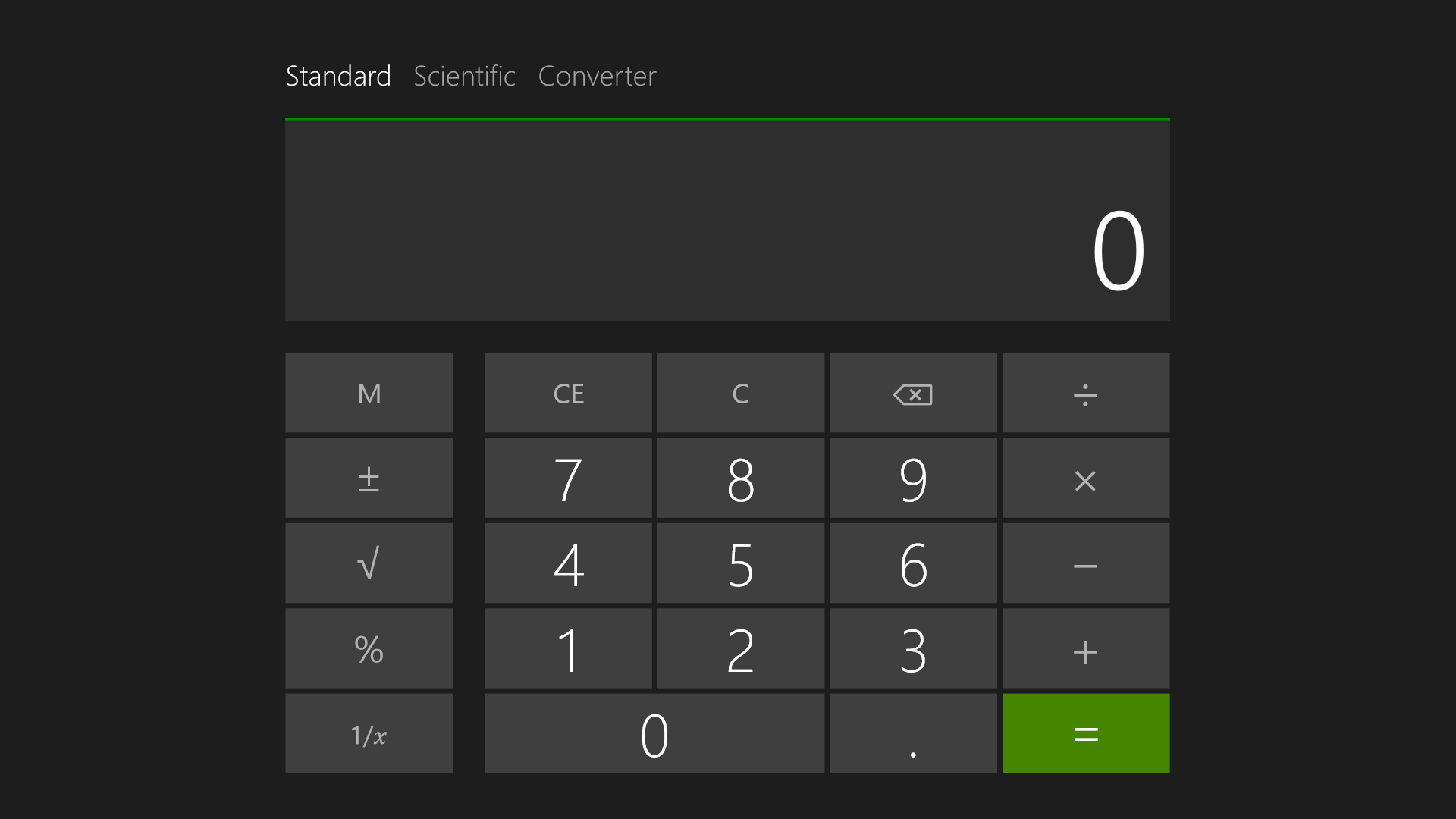
Calcolatrice aggiuntiva in stile Metro di Windows 8.1 in modalità standard

A destra della calcolatrice principale, è possibile aggiungere un pannello con calcolo della data, conversione unità e fogli di lavoro. I fogli di lavoro consentono di calcolare un risultato di un campo scelto in base ai valori di altri campi. I modelli predefiniti comprendono il calcolo del consumo di carburante di un'automobile (mpg e L/100 km), un contratto di locazione di un veicolo e un mutuo. Nelle versioni pre-beta di Windows 7, Calcolatrice forniva anche un modello di salari.

### Windows 8.1
Anche se la calcolatrice tradizionale è ancora inclusa in Windows 8.1, è presente anche una calcolatrice in stile Metro, con un'interfaccia a schermo intero oltre alle modalità normale, scientifica e di conversione.

### Windows 10
La calcolatrice nelle edizioni non LTSC di Windows 10 è un'app Universal Platform Windows. Al contrario, Windows 10 LTSC (che non include le app universali di Windows) include la calcolatrice tradizionale, ma che ora viene chiamata win32calc.exe. Entrambi i calcolatori forniscono le funzionalità della calcolatrice tradizionale inclusa in Windows 7, come le conversioni di unità per volume, lunghezza, peso, temperatura, energia, area, velocità, tempo, potenza, dati, pressione e angolo e la lista della cronologia che il l'utente può cancellare.
Sia l'app universale di Windows che win32calc.exe di LTSC si registrano con il sistema come gestori di uno pseudo-protocollo 'calculator:'. Questa registrazione è simile a quella eseguita da qualsiasi altra applicazione ben funzionante quando si registra come gestore per un tipo di file (ad esempio .jpg) o protocollo (es. http:).
Tutte le edizioni di Windows 10 (sia LTSC che non LTSC) continuano ad avere un calc.exe, che tuttavia è solo uno stub che avvia (tramite ShellExecute) il gestore associato allo pseudo-protocollo 'calculator:'. Come con qualsiasi altro protocollo o tipo di file, quando ci sono più gestori tra cui scegliere, gli utenti sono liberi di scegliere quale gestore preferiscono — tramite il classico pannello di controllo (impostazioni "Programmi predefiniti") o le impostazioni dell'interfaccia utente immersiva ("App predefinite" impostazioni) o dal prompt dei comandi tramite OpenWith calculator:
In Windows 10 Fall Creators Update, è stata aggiunta una modalità di conversione di valuta a Calculator.
Il 6 marzo 2019, Microsoft ha pubblicato il codice sorgente per Calcolatrice su GitHub sotto la licenza MIT

## Funzioni
Per impostazione predefinita, la calcolatrice viene eseguita in modalità standard, che assomiglia a una calcolatrice a quattro funzioni. Sono disponibili funzioni più avanzate in modalità scientifica, tra cui logaritmi, conversioni di base numerica, alcuni operatori logici, precedenza degli operatori, supporto di radianti, gradi e gradienti, nonché semplici funzioni statistiche a variabile singola. Non fornisce supporto per funzioni definite dall'utente, numeri complessi, variabili di memorizzazione per risultati intermedi (oltre alla classica memoria dell'accumulatore di calcolatrici tascabili), conversione automatica delle coordinate cartesiane polari o supporto per statistiche a due variabili.
Il calcolatore supporta le scorciatoie da tastiera; tutte le funzioni di Calcolatrice hanno una scorciatoia da tastiera associata.
La calcolatrice in modalità programmatore non può accettare o visualizzare un numero più grande di un QWORD firmato (16 cifre esadecimali/64 bit). Il numero più grande che può gestire è quindi 0x7FFFFFFFFFFFFFFF (decimale 9.223.372.036.854.775,807). Eventuali calcoli in modalità programmatore che superano questo limite saranno eccessivi, anche se quei calcoli avrebbero successo in altre modalità. In particolare, la notazione scientifica non è disponibile in questa modalità.

## Calcolatrice Plus
Calcolatrice Plus (in inglese: Calculator Plus) è un'applicazione separata per gli utenti di Windows XP e Windows Server 2003 che aggiunge una modalità "Conversion" alla versione Windows XP di Calcolatrice. La modalità 'Conversione' supporta la conversione di unità e la conversione di valuta. I tassi di cambio delle valute possono essere aggiornati utilizzando la funzione di aggiornamento integrata, che scarica i tassi di cambio dalla Banca centrale europea.

Modalità conversione su Calcolatrice Plus